# 삼성 갤럭시 엑스커버 필드프로
삼성 갤럭시 엑스커버 필드프로(Samsung Galaxy Xcover FieldPro)는 삼성전자가 제조/판매하는 안드로이드 스마트폰이다.